# 中方站
中方站是位于湖南中方县中方镇的一个铁路车站，有焦柳铁路经过该站。车站隶属广铁集团怀化车务段，客运每日有怀化至塘豹的慢车停靠，办理货运业务，是四等站。
车站建于1978年，原有4条到发线:346；焦柳铁路电气化工程中新建一条到发线。车站另设有通往中国石化湖南怀化石油分公司和湖南骏泰生物基新材料科技的专用线。